# Морено, Ролан
Ролан Морено (фр. Roland Moreno) — французский учёный и писатель, редактор, репортёр, изобретатель смарт-карты (smart card) — электронной карточки памяти, которая используется в кредитных картах.

## Биография
Морено родился в семье египетских евреев 11 июня 1945 года в Каире, Египет. Его фамилия была изначально Bahbout, но семья сменила фамилию на Moreno после переезда во Францию.
В 15 лет Ролан приехал учиться в Париж. Работал клерком в офисе, потом подался в репортеры в детективном журнале Détective Magazine и одновременно курьером в L’Express news magazine, а к 1970 году стал редактором новостей в химическом издании Chimie-Actualités.
Ролана влекло создание новых идей — то, что сейчас называют «интеллектуальной собственностью». Он разработал первую компьютерную программу, которая составляла названия для брендов и фирм, соединяя выбранные словарные единицы. Эта идея позднее была лицензирована компанией Nomen.

### Смарт-карта
Идея смарт-карты памяти была запатентована Морено 25 марта 1974. Изначально идея была сделать смарт-карту, заключив её в перстень для ношения на руке.
К началу 1975 года была сделана пластиковая карточка, а через год он продемонстрировал электронную оплату по кредитке. Морено любил фильмы Вуди Аллена, поэтому свой проект он назвал по его фильму Take the money and run («Хватай деньги и беги»), сокращенно — TMR. Позднее он переставил буквы на RMT — Ronald Moreno Technology.
Смарт карта появилась на свет под французским названием «la carte à puce», но французские маркетологи оказались нерасторопными и человечество получило это чудо в англоязычном варианте. Карточки стала использовать система французской платной телефонной связи, но дело двигалось медленно. Технология была достаточно дорогой, кроме того, не все верили в её надежность.
История Смарт-карты неотделима от имени французского программиста Сержа Умпиша. В 2000 году он показал, что можно создать фальшивые банковские карты, которые действуют всюду: знаменитые «YesCards». Компания по выпуску банковских карт назвал его злоумышленником. Что касается, Морено, он со своей стороны заявил, что безопасность Смарт-карты является невредимой, и предложил миллион франков любому, кто взломает код его устройства. До сегодняшнего дня, его взломать никому не удалось.
Постепенно до банков и транспортных систем дошла возможность отслеживать пользования карточкой не только по времени, но также и в пространстве, методом триангуляции по мачтам мобильной связи. American Express представил первую платежную смарт-карту Blue Card только в 1999 году.
Успех внедрения смарт карт принес Морено деньги: его компания Innovatron заработала более €150 миллионов в виде лицензионных отчислений от использования смарт-карт.
Морено мечтал быть увековеченным, но не в бронзе, а в воске, как в музее мадам Тюссо. «Бог многим обязан Иоганну Себастьяну Баху, — сказал Морено однажды, — я хотел бы, чтобы люди помнили, чем Франция обязана мне».
О своем изобретении смарт-карты Ролан Морено сказал в 2005 году: «Я могу остановить любого прохожего на улице Парижа и у него в кармане будут как минимум три образца моего изобретения».

### Награды
За свои изобретения Морено был признан национальным героем Франции и награждён званием офицера Почетного Легиона в 2009.

### Другие изобретения
Морено придумал три музыкальных устройства — пьезоматик, пианок и калькулетт, создал радиостанцию Делиро (ныне бездействующую), веб-сайт с викторинами и сайт для игры в покер.

### Книги
Ролан Морено известен и как автор книг: «Эврика» (Eurêka,1988), «Чип — тайная история» (Carte à puce, l’histoire secrète, 2002), «Башотрон» (Bachotron, 2002), «Селимена» (Célimène, 2003).

### Смерть
Ролан Морено скончался 22 апреля 2012 в Париже в возрасте 66 лет.